# Rodolfo Sancho
Rodolfo Sancho Aguirre (Madrid, 14 de enero de 1975) es un actor español. Más conocido por sus papeles en la serie Isabel, interpretando al personaje de Fernando el Católico, y en El Ministerio del Tiempo, interpretando a Julián Martínez.

## Biografía
Sancho Aguirre nació en Madrid en 1975, como hijo del actor español Félix Ángel Sancho Gracia, conocido como «Sancho Gracia», y de la uruguaya Noelia Aguirre Gomensoro, hija del periodista y diplomático Martín Aguirre Rodríguez-Larreta (f. 1996), quien fuera director del periódico El País de Uruguay. Tiene dos hermanos: Rodrigo y Félix.
Su trayectoria como actor se inició a mediados de la década de 1990 en diversas series de televisión (Hermanos de leche, Carmen y familia) y pequeños papeles cinematográficos (Muertos de risa y La comunidad, de Álex de la Iglesia).
Paralelamente, alcanzó la popularidad interpretando durante tres años el papel de Nico, uno de los protagonistas de la serie Al salir de clase. 
En cine trabajó con Javier Elorrieta en Pacto de brujas (2003) y en 2006 tuvo un pequeño papel en el debut como director de Jorge Sánchez-Cabezudo, La noche de los girasoles, así como en La bicicleta, una película de Sigfrid Monleón.
Posteriormente potenció su carrera televisiva, protagonizando la serie médica MIR de Telecinco y las novelas románticas de contenido histórico Amar en tiempos revueltos y La Señora, de Televisión Española. 
En 2012, regresó a La 1 con Isabel, serie biográfica sobre Isabel I de Castilla en la que interpretó a Fernando II de Aragón durante las 3 temporadas de la serie. Así mismo, a tenor de este mismo personaje, también participó en la película La corona partida, dirigida por Jordi Frades, que da cuenta de lo sucedido tras la muerte de Isabel la Católica y de los tiempos de incertidumbre por la lucha de poder entre Fernando el Católico y Felipe el Hermoso.
En 2015 se estrenó en La 1 El Ministerio del Tiempo, serie creada por Javier Olivares en la que Rodolfo interpretó el papel de Julián Martínez, un enfermero del SAMUR. También en 2015 se estrenó la serie Mar de plástico, en Antena 3, de la que es protagonista con el personaje de Héctor. Este trabajo le impidió tener una presencia continuada en la segunda temporada de El Ministerio del Tiempo, que se estrenó en febrero de 2016, y en la que aparece solo al inicio y al final de la temporada.

## Vida privada
El padrino de bautizo de Rodolfo Sancho fue el expresidente del Gobierno Adolfo Suárez González, gran amigo de la familia y también padrino de boda de sus padres.
El 11 de junio de 1994, tuvo con 19 años de edad a su primer hijo, Daniel Jerónimo Sancho Bronchalo, fruto de su relación con la exactriz Silvia Bronchalo Santos, quien contaba entonces con 18 años.
Desde 2005, su pareja es la también actriz Xenia Tostado, con quien coincidió en la película Cuba Libre. El 7 de marzo de 2015, nació su hija en común, Jimena Sancho Tostado.
Rodolfo reside habitualmente con su actual pareja y su hija en una urbanización de Fuerteventura.
El 29 de agosto de 2024, su hijo mayor, Daniel Jerónimo Sancho Bronchalo, fue condenado en Tailandia a cadena perpetua por el asesinato y desmembramiento del cirujano colombiano de 44 años, Edwin Arrieta, ocultación del cuerpo y destrucción de documentación ajena, hechos sucedidos el 2 de agosto de 2023.El juicio se desarrolló entre el 9 de abril y el 2 de mayo de 2024. Rodolfo Sancho apoyó a su hijo en la preparación de documentos y pruebas.[cita requerida] Además, Sancho participó en el documental El caso Sancho para HBO en el que describía el caso de su hijo y cómo este evento afectó a su entorno.

## Televisión
| Año             | Título                                   | Canal              | Personaje                    | Notas         |
| --------------- | ---------------------------------------- | ------------------ | ---------------------------- | ------------- |
| 1983            | Los desastres de la guerra               | La 1               | Víctor Hugo                  | 2 episodios   |
| 1985            | La huella del crimen 2                   | La 2               | Jarabo niño                  | 1 episodio    |
| 1994            | Curro Jiménez: El regreso de una leyenda | Antena 3           | Juanillo                     | 7 episodios   |
| 1995            | Hermanos de leche                        | Antena 3           |                              | 1 episodio    |
| 1996            | Carmen y familia                         | La 1               |                              | 1 episodio    |
| 1997            | Colegio mayor                            | La 1               |                              | 1 episodio    |
| 1997            | Turno de oficio: Diez años después       | La 1               | Escucha                      | 1 episodio    |
| 1997-1999       | Al salir de clase                        | Telecinco          | Nicolás «Nico» Medina Prieto | 453 episodios |
| 1998            | La vida en el aire                       | La 2               | Arturo                       | 2 episodios   |
| 2001            | Paraíso                                  | La 1               | Rafael                       | 1 episodio    |
| 2002-2003       | Policías en el corazón de la calle       | Antena 3           | Jorge Vega                   | 14 episodios  |
| 2003            | Tres son multitud                        | Telecinco          | Mateo Martínez               | 15 episodios  |
| 2003            | Un paso adelante                         | Antena 3           | Raúl                         | 1 episodio    |
| 2004-2005       | Lobos                                    | Antena 3           | Abel Estrada                 | 8 episodios   |
| 2005-2006       | Amar en tiempos revueltos                | La 1               | Antonio Ramírez Grande       | 182 episodios |
| 2006            | Hospital Central                         | Telecinco          | Dr. Eduardo Murúa            | 1 episodio    |
| 2007-2008       | MIR                                      | Telecinco          | Dr. Eduardo Murúa            | 25 episodios  |
| 2008-2010       | La Señora                                | La 1               | Ángel González Ruíz          | 39 episodios  |
| 2010-2011       | Gavilanes                                | Antena 3           | Juan Reyes                   | 26 episodios  |
| 2012            | Historias robadas                        | Antena 3           | Alejandro de Las Matas       | 2 episodios   |
| 2012-2014       | Isabel                                   | La 1               | Fernando el Católico         | 35 episodios  |
| 2015-2016, 2020 | El Ministerio del Tiempo                 | La 1               | Julián Martínez              | 25 episodios  |
| 2015-2016       | Mar de plástico                          | Antena 3           | Héctor Aguirre Millán        | 26 episodios  |
| 2018            | Los nuestros 2                           | Telecinco          | Carlos Román                 | 3 episodios   |
| 2022            | Sequía                                   | La 1               | Martín Ruiz                  | 8 episodios   |
| 2022            | Los herederos de la tierra               | Netflix            | Bernat Estanyol              | 5 episodios   |
| 2024            | Zorro                                    | Prime Video / La 1 | Pedro Victoria               | 7 episodios   |
| 2024            | El caso Sancho                           | HBO Max            | Él mismo                     | 4 episodios   |

## Cine

### Largometrajes
| Año  | Título                                           | Personaje               | Dirección              |
| ---- | ------------------------------------------------ | ----------------------- | ---------------------- |
| 1996 | Cachito                                          | Camarero                | Enrique Urbizu         |
| 1996 | Taxi                                             | Óscar                   | Carlos Saura           |
| 1998 | La mirada del otro                               | Novio                   | Vicente Aranda         |
| 1999 | Muertos de risa                                  | Técnico 23 F            | Álex de la Iglesia     |
| 2000 | La comunidad                                     | Pacheco                 | Álex de la Iglesia     |
| 2002 | Mucha sangre                                     | Choro                   | Pepe de las Heras      |
| 2003 | Pacto de brujas                                  | Ricardo                 | Javier Elorrieta       |
| 2005 | Las llaves de la independencia                   | Luis                    | Carlos Gil             |
| 2005 | Dentro del paraíso                               | Julio                   | Manuel Estudillo       |
| 2005 | Cuba libre                                       | Goyita                  | Raimundo García        |
| 2006 | Los muertos van deprisa                          |                         | Ángel de la Cruz       |
| 2006 | La bicicleta                                     | Jefe de Obra            | Sigfrid Monleón        |
| 2006 | Películas para no dormir: La habitación del niño | Padre                   | Álex de la Iglesia     |
| 2006 | La noche de los girasoles                        | Chico                   | Jorge Sánchez-Cabezudo |
| 2007 | El prado de las estrellas                        | Mauri                   | Mario Camus            |
| 2008 | Trío de ases: El secreto de la Atlántida         |                         | Joseba Vázquez         |
| 2009 | La herencia Valdemar                             | Eduardo                 | José Luis Alemán       |
| 2010 | La herencia Valdemar II: La sombra prohibida     | Eduardo                 | José Luis Alemán       |
| 2011 | No habrá paz para los malvados                   | Rodolfo                 | Enrique Urbizu         |
| 2011 | Artigas: La Redota                               | Aníbal Larra / Calderón | César Charlone         |
| 2011 | Las nornas                                       | Ares                    | Fernando J. Núñez      |
| 2016 | La corona partida                                | Fernando II de Aragón   | Jordi Frades           |
| 2019 | El sueño del califa                              | Ali Bey                 | Souheil Ben-Barka      |
| 2020 | Voces                                            | Daniel                  | Ángel Gómez Hernández  |
| 2020 | El secreto de Ibosim                             | Manuel                  | Miguel Ángel Tobías    |
| 2021 | Y todos arderán                                  | David                   | David Hebrero          |
| 2022 | La piel del tambor                               | Pencho Gavira           | Sergio Dow             |
| 2023 | Delfines de plata                                | Javier Gallardo         | Javier Elorrieta       |

### Cortometrajes
| Año  | Título                 | Personaje | Dirección             |
| ---- | ---------------------- | --------- | --------------------- |
| 1999 | Casi veinte horas      | Camello   | Luis López Varona     |
| 2000 | Qué puta es mi hermana |           | Luis Montes Tradacete |

### Teatro
- Caos
- Misterio en el circo de irás y no volverás
- El cerco de Numancia
- Cedra
- Fedra (1999)

## Premios y nominaciones
Fotogramas de Plata
| Año  | Categoría                 | Serie                    | Resultado |
| ---- | ------------------------- | ------------------------ | --------- |
| 2012 | Mejor actor de televisión | Isabel                   | Nominado  |
| 2013 | Mejor actor de televisión | Isabel                   | Nominado  |
| 2014 | Mejor actor de televisión | Isabel                   | Ganador   |
| 2015 | Mejor actor de televisión | El Ministerio del Tiempo | Nominado  |

Premios Iris
| Año  | Categoría                      | Serie  | Resultado |
| ---- | ------------------------------ | ------ | --------- |
| 2012 | Mejor interpretación masculina | Isabel | Ganador   |
| 2013 | Mejor interpretación masculina | Isabel | Ganador   |
| 2014 | Mejor interpretación masculina | Isabel | Nominado  |

Premios Pétalo
| Año  | Categoría         | Serie     | Resultado |
| ---- | ----------------- | --------- | --------- |
| 2010 | Mejor actor de TV | La Señora | Ganador   |

Premios Cosmopolitan
| Año  | Categoría         | Serie             | Resultado |
| ---- | ----------------- | ----------------- | --------- |
| 2012 | Mejor actor de TV | Historias robadas | Ganador   |

Saraqusta Film Festival
| Año  | Categoría        | Resultado |
| ---- | ---------------- | --------- |
| 2021 | Premio Saraqusta | Ganador   |

Premios Zapping
| Año  | Categoría   | Serie  | Resultado |
| ---- | ----------- | ------ | --------- |
| 2014 | Mejor actor | Isabel | Nominado  |

Premios Feroz
| Año  | Categoría                             | Serie                    | Resultado |
| ---- | ------------------------------------- | ------------------------ | --------- |
| 2016 | Mejor actor protagonista de una serie | El Ministerio del Tiempo | Nominado  |